# Phyto nigrobarbata
Phyto nigrobarbata är en tvåvingeart som först beskrevs av Becker 1908.  Phyto nigrobarbata ingår i släktet Phyto och familjen gråsuggeflugor.
Artens utbredningsområde är Kanarieöarna. Inga underarter finns listade i Catalogue of Life.